# Encierros al Estilo Fernanduco de Fernán Caballero
Los encierros al estilo fernanduco son un festejo popular taurino celebrado en la localidad de Fernán Caballero (Ciudad Real) durante las fiestas patronales en honor a San Agustín, el 30 de agosto. Fueron declarados Bien de Interés Turístico Regional en 2012.

## Origen y evolución
Los orígenes de estos encierros datan de 1850, siendo junto a los de Almodóvar del Campo, uno de los más antiguos de la provincia donde se sueltan dos toros. Si bien anteriormente a 1989 se anunciaban en los programas como tradicional encierro al estilo de Pamplona y, a partir de ese año, pasaron a denominarse encierros al estilo fernanduco; nombre con el que se conocen en la actualidad.
Además de este cambio en la denominación, estos encierro han ido incorporando variaciones en función de las exigencias establecidas en la normativa reguladora. En este sentido, desde 2010, al finalizar el encierro los toros son guiados hasta un solar privado denominado la Tórtola (C/ General Herrera) donde son sacrificados a puerta cerrada por un profesional taurino, en lugar de realizarse en público como se hacía anteriormente a dicha fecha.
En 2011, también se reguló la duración, considerando que, por las características que presentan, esta no debe de ser superior a dos horas.
En 2012, los toros Mentiroso, con el número 60 en el lomo, y Descuidado, con el 70, fueron los protagonistas del primer encierro fernanduco con la declaración de interés turístico regional.
En 2013, el municipio homenajeó los encierros con la colocación de una placa conmemorativa donde figura la fecha en que fueron declarados Fiesta de Interés Turístico Regional de Castilla-La Mancha. Además, con el objetivo de reforzar las condiciones de seguridad de espectadores y corredores, se sustituyeron los remolques agrícolas con los que tradicionalmente se delimitaba el recorrido del encierro por un sistema de gradas y talanqueras.

## Descripción del festejo
Una de las particularidades de este festejo es que el recorrido por donde se sueltan los dos toros bravos  tiene forma de V (comprendiendo las calles General Herrera, Avenida Alcalde Macario Dorado y Travesía del Casino), posibilitando que los corredores puedan encontrarse un toro de frente al mismo tiempo que están escapando del otro.
Respecto a la cronografía del festejo, los animales son transportados en cajones precintados desde la ganadería (generalmente proceden de Víctor y Marín, una ganadería local) hasta el punto de inicio situado en la Avenida Alcalde Macario Dorado, frente al edificio del Casino.
Situados en dicho punto y llegada la hora estipulada, se lanzan los cohetes anunciadores y se prosigue a la apertura a la vez de ambas cajas, hecho que da inicio al encierro. Una vez iniciado, éste tiene una duración de dos horas y transcurre dentro del recinto acotado, sin una trayectoria fija.

## Reconocimientos
- El 6 de septiembre de 2012, el Diario Oficial de Castilla-La Mancha publicó la resolución, de 24 de agosto de 2012, de la Dirección General de Turismo y Artesanía de Castilla-La Mancha, por la que se otorga el título de Fiesta de Interés Turístico Regional a los Tradicionales Encierros al Estilo Fernanduco.[11]

## Asociación Cultural Taurina de Fernán Caballero
El 8 de mayo de 2010 se constituyó la Asociación Cultural Taurina de Fernán Caballero con el objetivo de fomentar la tauromaquia y difundir los valores tradicionales del encierro que se realiza en dicha localidad.